# Zonopimpla mirandai
Zonopimpla mirandai là một loài tò vò trong họ Ichneumonidae.